# بولا يعقوبيان
بولا يعقوبيان (4 أبريل 1976-) إعلامية وسياسية ونائبة لبنانية.

## حياتها الأسرية
هي من أصول أرمينية لبنانية تزوجت مدنياً من الإعلامي اللبناني موفق حرب لكونه من الطائفة الشيعية وهي أرمنية مسيحية، رزقت منه بابن اسمه بول، وانفصلت عن زوجها عام 2016.
في عام 2021 تزوجت للمرة الثانية من اللبناني الفلسطيني الأصل "وهبة تماري".

## مشوارها المهني
بدأت حياتها المهنية باكرا في يونيو 1995 وهي في سن السابعة عشرة في محطة ICN اللبنانية تلفزيون لبنان في قسم الاخبار ثم تسلمت مركز سكرتيرة التحرير في الاخبار الإقليمية والدولية في القناة نفسها، كما قدمت في الوقت عينه برنامجا سياسيا حمل اسم «السلطة الرابعة».

### عملها في المؤسسة اللبنانية للإرسال
بعد ثلاث سنوات إنتقلت إلى المؤسسة اللبنانية للارسال ال بي سي حيث كانت تطل يوميا في البرنامج الصباحي السياسي نهاركم سعيد بالتوازي مع تقديمها نشرة أخبار الفضائية اللبنانية.

### عملها في إم تي في اللبنانية وشبكة راديو وتلفزيون العرب
في العام 1999 إنتقلت إلى محطتي إم تي في اللبنانية قدمت هناك برنامجها  من الأخر وشبكة راديو وتلفزيون العرب حين كان هناك إتفاق دمج في ما بينهما وقدمت برنامجا سياسيا اسبوعيا ولكنه توقف بعد نشوب خلافات بين المحطتين وانفصالهما بعدها.
قدمت بولا برامج عديدة منها ضد التيار و لقاء خاص ، رؤية واضحة، لقاء من أمريكا على قنوات art الأوائل، art المنوعات وإيه آر تي العالمية حيث ساعدها الشيخ صالح كامل بالتعريف عن الأرمن والطائفة الأرمنية لتصل إلى جميع الناس حققت بولا انتشارا وشهرة من خلالها.

### قناة الحرة
المحطة التالية كانت قناة الحرة التي كان يديرها زوجها الإعلامي موفق حرب، ولكن سرعان ما ترك زوجها إدارة القناة، فلم تصمد بولا فيها أكثر من أربعة أشهر ظهرت خلالها على الشاشة ثلاث مرات فقط، اهتمامها بتطوير حياتها المهنية وطموحها نحو التقدم لم يقف حاجزا أمام القيام بواجباتها الأسرية بشكل عام.

### تلفزيون المستقبل
حطت رحالها في تلفزيون المستقبل حيث تقدم برنامجها  إنترفيوز، وعملت أيضا في جريدة السفير اللبنانية، في العام 2014 قدمت حفل الموركس دور وحلقة سبيسال  مع الفنان عاصي الحلاني، تتلمذ الكثير من الطلاب على يدها في Media trainig لتدريب طلاب الإعلام
في 25 يناير 2018 
قدمت استقالتها على الهواء مباشرة من تلفزيون المستقبل، متوجهة بالشكر للرئيس سعد الحريري الذي أصر على بقائها في «المستقبل».
لنتقل إلى قناة الجديد في برنامج حواري جديد يواكب الانتخابات النيابية المقبلة، من ضمن سلسلة برامج تبثها المحطة قبيل الانتخابات والبرنامج بعنوان «بولاتيكس» (لعب لفظي على اسم بولا وكلمة politics) ويستضيف المرشحين للانتخابات الذين يعلنون برامجهم الانتخابية عبر البرنامج، وتناقشهم في تلك البرامج الانتخابية، كما انها تدربهم على كيفية التعاطي مع الجمهور والناخبين، خصوصاً لأولئك الذين يدخلون المعترك السياسي للمرة الأولى.

### إطلاقها مجموعتها للموضة
في نوفمبر 2014 أطلقت مع المصمم باتريك الزغبي مجموعتها من الحقائب والإكسسورات النسائية.

### حملة دفى
نظمت حملة مساعدات بعنوان«دفى» شارك فيها الكثير من المتطوعين والفنانين مثل راغب علامة.

## الترشيح للإنتخابات
في سنة 2018 أعلنت يعقوبيان استقالتها من قناة المستقبل وقررت الترشح في الانتخابات التشريعية اللبنانية مع لائحة كلنا وطني وفازت بمقعد لها في بيروت.

### القوانين المقترحة
- اقتراح قانون لإلغاء الألقاب العثمانية والفرنسية[16]
- اقتراح إلغاء المحارق [17]

## آراء سياسية
في مارس 2025 صرّحت بولا يعقوبيان بشأن العلاقات بين لبنان وإسرائيل، مؤكدة على ضرورة مناقشة هذا الموضوع دون خوف، حيث قالت: "ممنوع أن يبقى هذا الموضوع 'تابو'."
وتطرّقت إلى التحولات الإقليمية، مشيرةً إلى أنه "يُقال إن هذه التفاهمات ستشمل الدول العربية كافة، فلنتخيل أن سوريا وقّعت على الاتفاق، وقبلها الأردن ومصر وقّعوا منذ زمن... فكيف يكون موقف لبنان؟". كما أشارت إلى أن المبادرة العربية للسلام لعام 2002 تتحدث عن سلام عادل وشامل، مضيفةً: "إذا كانت كل الدول توقع مع الحفاظ على حقوق الفلسطينيين وإقامة دولة فلسطينية، فنحن أصلاً مع هذه المبادرة."
وختمت حديثها بالتشديد على أهمية الاستقرار للبنان: "إذا كانت إسرائيل تريد السلام، فهذا ما نريده أيضاً، ولبنان يريد أن ينعم بالاستقرار وبظروف أفضل."

## جوائز
- لبنان: تكريم في الحفل السنوي لمؤسسة رينيه معوض: (2018)[19]